# Stazione di Quarto d’Altino
Stazione di Quarto d'Altino vasútállomás Olaszországban, Veneto régióban, Quarto d'Altino településen.

## Vasútvonalak
Az állomást az alábbi vasútvonalak érintik:
- Velence–Trieszt-vasútvonal

## Kapcsolódó állomások
A vasútállomáshoz az alábbi állomások vannak a legközelebb: 
- Stazione di Gaggio
- Stazione di Meolo